# Justyna Sokołowska
Justyna Magdalena Sokołowska – polska doktor habilitowany nauk rolniczych, adiunkt w Szkole Głównej Gospodarstwa Wiejskiego w Warszawie.

## Kariera naukowa
W 2005 roku na Wydziale Medycyny Weterynaryjnej Szkoły Głównej Gospodarstwa Wiejskiego w Warszawie, uzyskała stopień doktora nauk weterynaryjnych na podstawie rozprawy pt. Patomorfologia chłoniaków u psów, której promotorem była Elżbieta Malicka. W 2008 roku została zatrudniona na tejże uczelni, a w 2019 roku uzyskała na niej stopień doktora habilitowanego nauk rolniczych w dyscyplinie weterynarii na podstawie pracy pt. Immunohistochemiczna ocena ekspresji wybranych markerów o potencjalnym znaczeniu terapeutycznym i rokowniczym w chłoniakach u psów.